# Tibioploides
Tibioploides is een geslacht van spinnen uit de familie hangmatspinnen (Linyphiidae).

## Soorten
De volgende soorten zijn bij het geslacht ingedeeld:
- Tibioploides arcuatus (Tullgren, 1955)
- Tibioploides cyclicus Sha & Zhu, 1995
- Tibioploides eskovianus Saito & Ono, 2001
- Tibioploides kurenstchikovi Eskov & Marusik, 1991
- Tibioploides monticola Saito & Ono, 2001
- Tibioploides pacificus Eskov & Marusik, 1991
- Tibioploides stigmosus (Xia et al., 2001)